# Clorosilano
Il clorosilano o cloruro di silile è un alosilano avente formula H3Si-Cl, molecola analoga a quella del cloruro di metile H3C-Cl ed ad essa isoelettronica di valenza. A temperatura ambiente questo composto si presenta come un gas incolore, più denso dell'aria e molto reattivo. 

## Struttura molecolare e proprietà
La molecola, derivante formalmente da quella tetraedrica del silano (SiH4) per sostituzione di un H con un atomo di cloro, è ancora di tipo tetraedrico, ma non regolare, la cui simmetria è più bassa (C3v invece di Td); questo accade poiché l'atomo di silicio centrale ibridato sp3 non è legato a quattro atomi uguali. Come atteso per la presenza del Cl che è più elettronegativo di Si e H, la molecola è polare (μ = 1,31 D), ma parecchio meno di CH3Cl (1,8974 D); la sua minore polarità si riflette anche in una maggiore volatilità rispetto ad esso, testimoniata dal punto di ebollizione più basso (-30,4 °C contro -24 °C.), come pure si verifica per i punti di fusione (-118 °C contro -97 °C).
Da indagini spettroscopiche roto-vibrazionali (microonde e infrarosso) è stato possibile ricavare, tra l'altro, distanze ed angoli di legame:
r(Si–H)) = 147,5 pm; r(Si–Cl) = 205,1 pm;
∠(HSiH) = 110,62°; ∠(HSiCl) = 108,295°.
I legami Si–H sono impercettibilmente più corti di quelli in SiH4 (148,0 pm), mentre il legame Si–Cl è lievemente più lungo del normale (202 pm).
Gli angoli HSiH sono un po' più ampi del valore tetraedrico di109,5°, mentre quelli HSiCl ne sono un po' minori: questo è in accordo con la ripartizione del carattere s e p nell'ibrido, che è in favore del primo per atomi meno elettronegativi, e viceversa, in accordo con la regola di Bent.
Pur essendo termodinamicamente stabile (ΔHƒ° = -141,84 kJ/mol), il clorosilano è estremamente reattivo nei confronti dell'ossigeno, pericolosamente infiammabile all'aria (può essere piroforico) e estremamente reattivo nei confronti dell'umidità, con la quale si idrolizza rapidamente, e ancor più velocemente con l'acqua, formando acido cloridrico e, inizialmente, il silanolo (H3Si-OH).

## Sintesi e reattività
Il clorosilano si forma, in miscela con altri clorosilani SiH4-nCln, trattando il silano SiH4 con HCl in presenza di AlCl3 come catalizzatore; dato che i punti di ebollizione di questi clorosilani sono sufficientemente distanziati, è possibile recuperare ciascun componente per distillazione. In laboratorio si ottiene più convenientemente, e più puro, facendo reagire il silano con cloruro di argento a 260 °C:
SiH4 (g)  +  2 AgCl (s)  →  SiH3Cl (g)  + HCl (g)  +  2 Ag (s)
Reagisce con l'ammoniaca per dare la trisililammina:
3 SiH3Cl  +  4 NH3  →  (SiH3)3N  + 3 NH4Cl 
Reagisce con reattivi alchillitio per dare monoalchilsilani; ad esempio, con il butillitio fornisce il butilsilano:
SiH3Cl  +  n-BuLi  →  n-Bu-SiH3  + LiCl
Un'analisi della decomposizione termica (533 °C) mostra che SiH3Cl genera durante il processo il sililene SiHCl, che risulta dall'iniziale rapida eliminazione di una molecola di idrogeno, come accade comunemente anche per altri clorosilani e silani in genere.